# Skúvoyar kirkja
Skúvoyar kirkja er en kirke på Færøerne i bygden skuvoy på øen skuvoy, hjemmehørende i Færøernes folkekirke og Sandoyar prestagjald.
Den nuværende kirke er bygget i 1937 og har plads til 150 personer.
Kirken er opført i hvidkalkede sten med et rødt eternittag. Over nordenden sidder en ottekantet tagrytter med et rødt spir. Kirken har indgang under tagrytteren samt i den nordlige ende af østsiden. Kirken har fem vinduer i hver side og et mindre i for-kirken mod vest. I gavlene er er to mindre vinduer. 
Kirken har tøndehvælv og i Korets sider er der et mindre rum i hver side, således at kirken har et kor, der er mindre end det øvrige kirkerum. Dette er dog også med hvælv. Der er ikke noget altermaleri, men der står et forgyldt kors. Et ældre gipsrelief, der har været brugt som altertavle hænger i kirken. Det bærer indskriften: "Uden i omvender eder og blive som børn, komme i ingelunde ind i himmeriges rige". Relieffet forestiller Jesus der velsigner børnene. Den ottekantede døbefont af træ bærer et tinfad med året 1735. Prædikestolen har rundbuede arkadefelter. Kirkeskibet, der er en model af en unavngivet slup er ophængt i 1958. Kirkeklokken er givet til kirken af A.P. Møller, støbt i København i 1958 og bærer indskriften: "Vor Gud han er så fast en borg" og "Jeg skænkedes til Skuø Kirke af A.P. Møller, København". Den vejer 170 kg og har et tværmål på 65 centimeter. Orgelet er fra 1984.

## Kirkens historie
Den tidligere kirke på samme sted var fra 1852.
I 1925 lovede indbyggerne i bygden Skúvoy, at give cement og sand og grus og få alt til byggepladsen, og at give jord og færdiggøre det og losse alt materialet for ingenting, fordi kirken var i dårlig stand. Først i begyndelsen 1936 begyndte støbe og tømrearbejdet til den nye kirke. Arkitekten H.C.W. Tórgarð  har tegnet kirken. Det sjældne ved denne kirke er, at den vender mod syd og nord, når det ellers er sædvanligt, at de vender mod øst og vest.